# 공격성

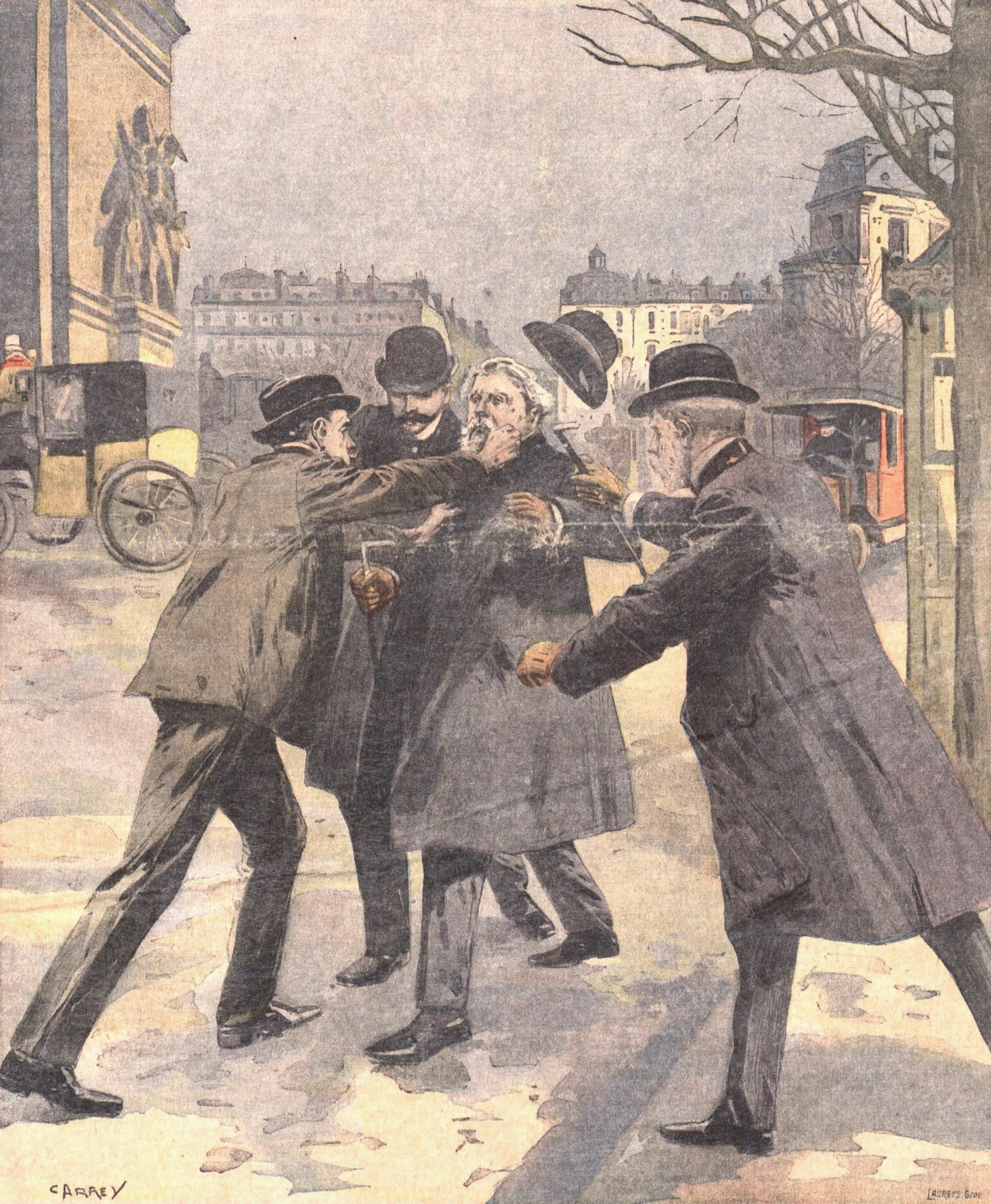
프랑스 대통령 아르망 팔리에르가 장 매티스라는 웨이터에게 폭행을 당하는 장면을 묘사한 그림

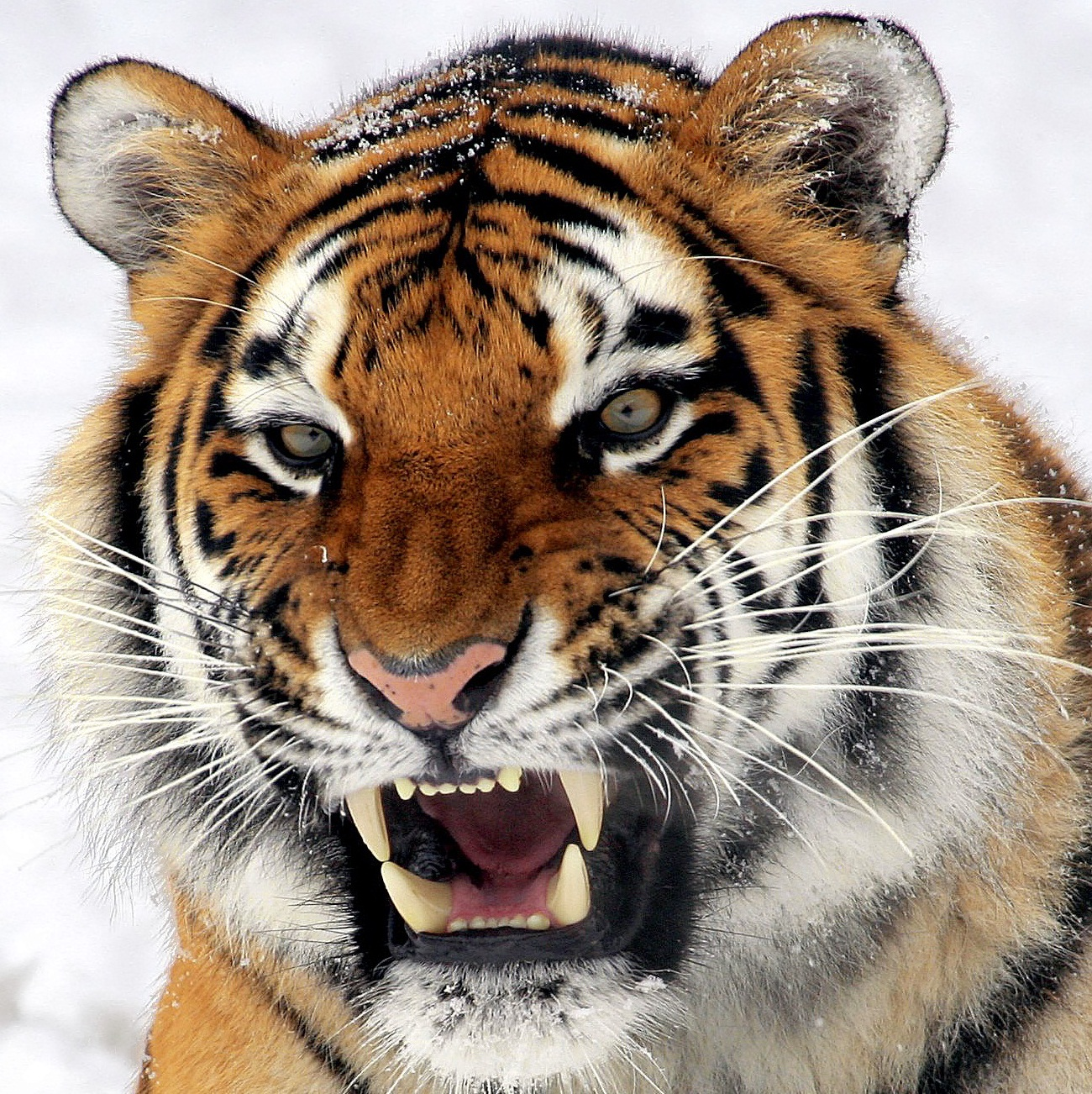
호랑이와 같은 동물들은 공격성의 표시로 이빨을 드러낸다.

공격성(攻擊性, Aggression)은 심리학과 사회 행동과학분야에서 같은 종의 구성원들 사이에서 수치심을 느끼게 하거나 고통을 주거나 혹은 상해를 입히는 행동을 말한다. 크리스토퍼 퍼거슨(Christopher Ferguson)과 케빈 M 비버(Kevin M. Beaver)는 공격 행동을 ‘다른 우위에 있는 동물에 대해 자신의 사회적 지위를 높이려는 행동’ 이라고 정의했다. 포식이나 방어 행동은 보통 ‘공격성’ 이라고 여겨지지 않는다. 공격성은 사람에서 여러 형태로 일어나게 되는데 물리적, 정신적 그리고 언어적일 수 있다. 흔히 독단이라고 불리는 말은 공격성과는 다르다. 보통 공격자는 도구적 공격성, 즉 자신이 이익이라 생각하는 목표를 목적으로 한 공격성을 가질 수 있으며 이기적인 성향이나 반사회성이나 자기애성이 있을 수 있다. 방해자를 향한 적대적 공격성도 나타날 수 있으며 맹목적인 숭배를 요구하거나 상대방의 인생에 해를 끼치려고 하는 것 역시 공격성의 일종이다. 성적인 욕구를 절제할 수 없는 사람들도 공격성이 강할 수 있다.

## 종류
공격성은 두 개의 큰 카테고리로 나눌 수 있다. 이것은 적대적, 정서적, 혹은 보복적인 공격성과, 포식 혹은 목적지향적 공격성을 포함한다. 이 둘 모두 상관적 공격성의 범주에 넣을 수 있다. 반작용적인 상관적 공격성은 (적대적, 정서적, 보복적) 공격받은 기분, 위협을 받거나 화가 난 것에 대한 반응이다. 보통 이러한 종류의 공격성을 드러내는 사람은 그렇게 하도록 유발된 느낌을 갖는다. 중요한 상관적 공격성(포식, 목적지향적 공격성)은 개체가 그들이 원하는 것을 갖기 위해 이용된다. 실증적 연구에서는 이 둘간에 심리학적, 물리학적으로 중대한 차이점이 있다고 나타난다.
논쟁 윤리나 비공격성 원리와 같은 사기 가설에서 물리적 공격성은 폭력과는 구분된다. 공격성은 폭력의 시작으로 여겨진다. 종종 보복적인 폭력과 방어적인 폭력은 반응 행동이기 때문에 공격성으로 간주되지 않는다.

## 진화
다른 모든 행동들처럼 공격성도 동물들이 살아남고 번식을 하는 데에 도움이 되는 능력이라고 설명될 수 있다. 동물들은 자신의 영역을 지키고 넓히거나 음식이나 물, 짝짓기 기회와 같은 자원을 획득하기 위해 공격성을 이용하는 것으로 보인다. 연구자들은 공격성과 살해가 진화적으로 생겨난 것이라는 가설을 세웠다.

### 외부 침입자에 대한 공격성
가장 확연한 공격성은 포식자와 그 먹이동물 사이에서 볼 수 있다. 포식자에게서 스스로를 방어하려는 동물은 자신의 새끼와 자기자신의 생존을 위해서 공격적이 된다. 그렇지만 자신보다 훨씬 크거나 무리를 지은 적에 대해 공격적으로 대할 경우 자기 자신이 죽음에 이르게 된다는 것은 거의 확실하기 때문에 동물들은 상대가 수적으로 우세한지 측정할 수 있는 감각을 발달시키게 되었다. 다른 동물의 힘을 측정할 수 있는 이 능력은 동물들로 하여금 포식자와 싸울 것인지 아니면 도망갈 것인지를 판단할 수 있게 하였다. 그래서 포식자가 얼마나 강한지에 따라서 동물들은 공격적이 되거나 도망가게 된다.
생존의 필요성과 생존 전략으로써의 협동 행동의 생존능력은 이타주의로 알려져 있는 현상을 이끌어냈다. 이타주의 행동의 한 예로는 포식자가 접근 했을 때 경계신호를 주는 것을 들 수 있다. 경계 신호가 공동체에게 포식자가 있음을 알리긴 하지만 그와 동시에 포식자에게 자신의 위치를 알리는 결과가 되는 것이다. 이것이 경계신호를 주는 동물에게 진화적으로 불이익이 있을 것으로 보이지만 실제로는 이 동물의 친척과 자식들이 포식자를 더 잘 피하게 됨으로써 이 동물의 유전자가 지속되는 것을 가능하게 한다.
많은 연구자들에 의하면 포식은 공격성이라고 할 수 없다. 고양이는 쥐를 쫓을 때 하악거리는 소리를 내거나 등을 구부리지 않으며 뇌의 시상하부에서 활동적이 되는 영역은 공격성을 나타내는 영역보다는 배고픔을 나타내는 영역과 더 비슷하다
.

### 종 내에서의 공격성
동종에 대한 공격성은 주로 번식에 목적이 있다. 그 중에 가장 흔한 것은 상위 계급으로 올라가는 것이다. 어떤 특정한 종류의 동물들을 어떤 새로운 장소에 놓아주었을 때 가장 먼저 하는 일은 계급을 확실히 하기 위해 싸우는 것이다. 일반적으로 우위에 있는 동물이 하위계급의 동물보다 더 공격적이다. 동종간의 공격성은 대부분 처음 동물을 새로운 장소에 놓아준 후 24시간 만에 멈추었다.
어떻게 암컷과 수컷이 공격성향을 다르게 발달시키는가를 설명해주는 많은 가설들이 있다. 그 중 하나의 가설은 어떤 종에서 한 성이 다른 성보다 더 많은 투자를 하는 성이 그렇지 않은 성에게는 경쟁해야 할 자원이라고 말한다. 그리고 대부분의 종에서 많은 투자를 하는 성은 바로 암컷이다. 이것은 번식성공이 생물의 혈통과 계급의 보전에 매우 중요하다는 것을 의미한다. 수컷에게는 자신의 유전자를 후세에 전달하기 위한 번식 기회를 갖기 위해서 우위 계급에 서고 많은 자원을 가지고 있는 것이 매우 중요하다. 임신기간과 포유기간이 긴 암컷과는 달리 수컷의 번식성공은 짝짓기한 암컷의 숫자로 제한된다. 결과적으로 수컷은 암컷보다 더 많은 물리적 공격성을 나타내게 된다. 수컷은 상위 계급으로 올라가기 위해서 다른 수컷과 경쟁해야 하기 때문에 더 많은 위험부담을 가지게 된다. 드물긴 하지만 심지어 다른 수컷을 죽이는 일도 벌어진다. 그러한 경쟁에서 수컷은 자신들의 안위에는 덜 신경을 쓴다. 반면에 상위계급을 차지하는 것은 암컷에게 수컷에 비해 더 많은 비용을 치르도록 하면서도 상위 계급을 획득함으로써 얻게 되는 것이 적다. 암컷의 존재는 새끼의 생존에 더 중요하며 그럼으로써 자신의 번식 성공도를 높일 수 있다. 그렇기 때문에 암컷은 자원을 획득할 때 덜 공격적이고 덜 위험하고 간접적인 방법을 이용하도록 되었을 것이다. 결과적으로 대부분의 암컷간의 경쟁에서 자원 경쟁시에 다른 한쪽에게 심각한 상처를 주는 것은 드물다. 이러한 사실은 사람에서 여자들이 남자들에 비해 덜 계급적이라는 것으로 설명될 수 있다. 사회에서 남자아이는 자기존중, 사회 계층 등의 문제로 인해 공격성에 동기부여가 될 수 있다. 여자아이들의 공격성은 지위보다는 주로 덜 위험하고 간접적인 공격성인 자원 획득에 초점이 맞추어져 있다. 하지만 동물의 행동을 사람의 행동을 설명하기 위해서 사용하는 것에 대해서, 그리고 현시대의 사람 행동의 진화적 설명에 그것을 적용하는 것에 대해서는 많은 비판들이 있다.

## 생물학적 관점
공격성은 외부자극으로부터 오지만 매우 독특한 내부적 특징을 갖는다. 여러 가지 기술과 실험을 통해서 과학자들은 공격성과 몸의 여러 부분과의 관계를 발견할 수 있었다.

### 뇌
많은 연구자들은 공격성을 설명하기 위해 뇌에 초점을 맞춘다. 포유류에서 공격성에 해당되는 영역은 편도체, 시상하부, 대상피질, 해마, ceptal nuclei, 그리고 PAG(Periaqueductal grey)가 있다.
동물의 의사를 판단하는 것은 어렵기 때문에 신경 과학 연구에서는 공격성을 어떤 사물이나 동물이 상해를 입을 정도의 행동이라고 정의 한다.
많은 동물에서 공격성은 페로몬에 의해 조절된다. 쥐에서 Mups(Major urinary proteins)는 수컷의 선천적인 공격행동을 증진시킨다고 설명되어 왔다. Mups는 쥐와 생쥐에서 특정 감각 리셉터를 통해 페로몬을 감지할 수 있다고 알려진 코의 하위기관인 서골비 기관(Vomeronasal organ, VNO)에 있는 후각감각신경을 활성화 시킨다.
시상하부와 중뇌의 PAG는 고양이, 쥐, 원숭이의 연구에서 보여지듯이 포유류에서 공격성을 조절하는 매우 중요한 영역이다. 이 영역은 공격적 행동과 자율 신경계의 발현을 조절한다. 이 부분은 또한 이런 기능을 조절하는 뇌간핵과 편도체과 전전두엽 같은 영역과 직접적으로 연결되어 있다.
시상하부의 전기적 자극은 공격행동을 일으킨다. 시상하부는 공격성 정도를 결정하는데 도움을 주는 receptor를 발현하는데 그것은 세로토닌과 바소프레신과 같은 신경전달물질과의 상호작용에 근거해서 결정된다.
편도체도 공격성에 중대한 역할을 한다. 햄스터에서 편도체를 자극하면 공격적 행동이 증가하는 결과를 가져왔다. 하지만 도마뱀에서 편도체와 진화적으로 상응하는 영역에 상해를 입혔을 때는 동물의 공격성과 경쟁심을 크게 낮추는 결과를 가져왔다 (Bauman et al. 2006). 시리안 골든 햄스터의 실험은 편도체가 공격성 조절에 관여한다는 것을 지지해 주었다.
햄스터의 c-fos 유전자 발현을 이용한 연구는 편도체의 어떤 특정 구조가 공격성과 관여되어 있었다는 것을 보여주었다. 내측 핵(Medial nucleus)과 피질핵( Cortical nuclei)은 편도체의 측면과 중앙부분의 핵과는 다른 결과를 보여주었는데 공격성에 그렇게 큰 변화가 있지는 않았다. 덧붙여 c-fos는 대부분 CMA(Corticomedial amygdala, 피질내측편도핵)의 배면과 끝쪽에서 발견된다. 같은 연구에서 CMA의 부상은 공격성 행동의 횟수를 현저히 줄이는 것을 보였다. 11마리 중 8마리가 공격하는데 실패하였다. 또한 부상 부위와 공격시간은 부상이 더 앞쪽에 있을 수록 공격성 행동의 평균 경과시간이 길어졌다.
전전두엽(Prefrontal cortex, PFC)은 공격정신병리학과 관계가 있다. 특히 내측과 안와전두(orbitofrontal) 부분의 전전두엽의 활동이 줄어드는 것은 폭력적인 공격성과 연관이 있다. 전전두엽에 있는 신경전달물질인 세로토닌의 레벨조절은 특정 병리학적 공격성과 연관되어있어서 공격적인 수컷쥐는 그렇지 않은 쥐보다 전전두엽에 낮은 세로토닌 레벨을 가지고 있었다.

## 호르몬
정상 쥐의 경우 수컷이 암컷보다 훨씬 더 공격적이다. 수컷의 공격성은 거의 대부분 다른 수컷을 향한 것이다. 그러한 수컷간의 공격성은 쥐들이 사춘기에 도달했을 때 시작되는데, 바로 안드로겐 분비가 증가하기 시작하는 때이다. 한편 사춘기 직전의 쥐에게 테스토스테론을 주사함으로써 공격적으로 만들 수도 있다(Mckinney and Desjardins, 1973). 출생시 거세된 쥐들은 테스토스테론에 대해 공격성 증가 반응을 보이지 않는 반면에 성장 후 거세된 쥐들은 매우 빠른 반응을 보인다.
수컷 쥐의 공격행동은 사회적 혹은 상황적 요인의 영향을 받으며 성 호르몬과의 상호작용도 나타낸다. 암컷과 같은 우리에 넣은 수컷은 다른 수컷과 한 우리에 살거나 혼자 사는 수컷에 비해, 처음 보는 다른 수컷이 나타났을 때 공격적인 행동을 더 많이 보인다. 이 때 만일 테스토스테론 처치를 받으면 이러한 효과가 더 커진다(Albert et al., 1988). 따라서 암컷의 존재가 수컷 쥐의 테스토스테론 반응을 더 민감화 시킨다고 볼 수 있다. 마찬가지로 거세한 쥐에게 테스토스테론을 주사한 후 먹이를 놓고 경쟁하게 만들 경우 더 강력한 경쟁을 보이며, 만일 테스토스테론 주사도 맞고 과거에 그와 유사한 경쟁상황을 경험했을 경우에는 얌전한 낯선 쥐를 공격하기 까지한다. 그러므로 공격적 공격성은 경험과 테스토스테론의 영향을 모두 받는다고 할 수 있다(Albert, Petrovic and Walsh, 1989).
공격적 공격성은 드물지만 암컷 쥐에게도 나타나며 각 동물마다 그 정도의 차이를 보인다. 이 역시 안드로겐의 활성화 및 조직화 효과와 관련이 있다. 활성화 효과는 예를 들면 어른 암컷 쥐에게 테스토스테론을 주사 했을 때 같은 암컷간의 공격성이 증가하는 것을 보면 알 수 있다. 조직화 효과는 자연적 반응의 개인차와 테스토스테론 주사에 대한 성인 쥐의 반응을 통해 확인할 수 있다. 이러한 차이는 태아 때 안드로겐에 노출된 정도의 차이에서 비롯된다. 쥐들은 새끼를 많이 낳기 때문에 암컷 새끼쥐는 때로 각기 다른 수의 수컷 새끼쥐와 한배에 있게 된다. 두 마리 수컷과 한 배에 있었던 암컷은 테스토스테론이 더 높은 것으로 확인되었으며, 수컷과 한 배에 있지 않았던 암컷에 비해 어른 쥐가 되었을 때의 테스토스테론 주사에 더 강력하게 반응하였다(Vom Saal, 1983).
암컷의 공격성은 주로 모성적 공격성의 형태로 나타난다. 암컷이 새끼를 돌보는 종의 경우 낯선 상대에 대한 공격은 즉각적이고 격렬하다. 쥐의 경우 이러한 공격성의 증가는 임신기간 동안 이루어지며 프로게스테론 수준의 증가와 함께 일어난다(Mann, Konen and Svare, 1984). 임신 후반기에 가면 프로게스테론 수준이 낮아지지만 공격성은 유지된다. 이는 암컷이 새끼를 낳기 직전에 테스토스테론이 증가하기 때문인 것으로 추정된다. 그러나 이 공격성은 새끼를 낳은 직후에 잠시동안 유보되는데 이시기에 분비되는 에스트라디올의 억제적인 효과 때문으로 보인다(Svare, 1989). 공격반응은 새끼가 있느냐 없느냐에 따라 달라지는데 만일 새끼를 다른 곳으로 치우면 암컷은 낯선 동물을 공격하지 않는다.
일부 종에서는 암컷의 공격성이 발정기 호르몬의 변화와 관련이 있는 것으로 밝혀졌다. 암컷 햄스터는 발정기의 수용단계를 제외하고는 공격적이다. 난소를 절제하면 지속적인 공격성을 보인다. 에스트로겐과 프로게스테론 주사는 성행동을 회복시킬 뿐 아니라 공격성도 없애준다(Floody and Pfaff, 1977).
Wallen(1996)은 리서스 원숭이에 대한 초기의 사회적 영향과 호르몬의 효과에 대한 논문들을 개관한 다음 영장류의 경우는 환경요인이 공격행동의 주된 영향 요인이라고 주장하였다. 특히 원숭이가 수동적인지, 아니면 지배적이고 공격적인지는 개인의 안드로겐 수준보다는 그 개인이 자란 환경의 공격성 수준에 달려있다. 어떤 영장류는 월경 주기동안 공격성의 변화를 나타내고, 주기도 부분적으로 변화한다. 또 어떤 영장류에서는 배란기에 공격성이 가장강하고 다른 영장류에서는 월경직전에 가장 강하다.
공격성에 대한 안드로겐의 활성화 효과는 여러 뇌 영역의 수용기를 통해 일어나는데, 편도체, 내측 시상하부 그리고 외측 중격 등이다.

## 신경기제

### 공격적 공격성
공격적 공격성에서 나타나는 종 특유의 운동 패턴은 중뇌에 있는 복측피개야(Ventral tagmental area)의 뉴런들에 의해 프로그램 된다. 이 영역에 손상을 입으면 공격적 공격성이 사라지지만 방어적 공격성이나 포식행동은 유지된다(Adams, 1986). 이 영역을 자극하면 종 특유의 공격적 공격 행동이 나타난다. 이들 뉴런은 전측 시상하부로부터 입력을 받는다. 전측 시상하부의 일부를 자극하면 공격 행동이 일어난다. 그러나 전측 시상하부에 손상을 입을 경우에는 특정 자극이 나타났을 때의 공격 행동 확률이 변하기는 해도 공격 행동이 없어지지는 않는다. 이렇게 볼 때 전측 시상하부는 보통 공격 행동의 출현 여부를 결정하는 역할을 하는 것이지 그 행동을 직접 개시하게 만들지는 않는 것으로 보인다. 이러한 결과를 보고한 대부분의 연구가 공격행동은 그 동물이 특정한 종류의 자극을 받았을 때 일어난다는 것을 보여주었다.
피질 영역은 공격성에 대해 억제적 통제를 행사한다. 고양이의 대뇌피질을 제거했더니 통제되지 않는 분노가 나타났으며, 이와 유사하게 알코올이 억제력을 감소시켰다. 많은 연구에서 인간의 폭력적인 범죄와 측두엽 손상간의 관계를 보고하고 있다(Mark and Ervin, 1970).

### 방어적 공격성
방어적 공격성을 위한 운동 프로그램은 중뇌의 중뇌수도회백질(Periaqueductal grey matter, PAG)뉴런들이 담당한다. 위협적인 몸짓들로 이루어진 방어적 공격행동은 실제로 공격하는 행동과는 다르게 통제되는 것으로 보인다(Carrive, Bandler and Dampney, 1989). PAG프로그램을 통제하는 시상하부 및 변연계 회로를 직접 자극하는 것은 내측 시상후부의 아미노산에 반응하는 뉴런들인데 이 뉴런 자체는 내측 편도체로부터의 입력에 의해 활성화된다. 이러한 활성화는 PAG로의 직접 입력을 통해 조절된다. 이들 입력 가운데는 중심 편도체로부터의 아편제성, 억제성 입력과 바닥복합층 으로부터의 아미노산성, 흥분성 입력이 포함된다. 알코올은 대뇌 피질에 대한 억제력을 감소시킬 뿜만 아니라 내측 시상하부와 PAG간의 경로를 직접 자극함으로써 공격성을 자극하는 효과를 가져온다. 편도체 자체는 여러 가지 입력을 받는데 후각 시스템과 기타 감각시스템으로부터 직접적인 구심성 입력을 받는다. 편도체에는 또한 에스트로겐과 안드로겐 수용기를 가지고 있는 뉴런들이 있다.

## 유전
Drosophila melanogaster에서 fruitless 유전자는 초파리가 어떻게 싸우는가를 결정하는데 중요한 역할을 한다. 뇌에서 fruitless 유전자를 조작함으로써 수컷이 암컷의 공격패턴을, 암컷이 수컷의 공격패턴을 이용하도록 바꿀 수 있다. 또 다른 성간 공격성을 구별할 수 있는 유전자는 Sry (Sex determining region Y)와 Sts(Steroid sulfatase)이다. Sts는 Steroid sulfatase 효소를 인코딩하는데 신경스테로이드 생합성의 조절에 중요하다. 이것은 암수 모두에게 나타나며 암컷에서는 출산 후와 포유기간 동안 급격히 증가하게 되는데 이것은 모성애적 공격성이 나타나는 때와 일치한다.

## 알코올
폭력경향이 있는 사람과 술의 섭취간에는 연관성이 있다. 폭력경향이 있는 사람이 술을 섭취하면 더 폭력적인 행동으로 이어질 가능성이 높다. 예를 들어 Ted Bundy는 선천적으로 폭력적인 사람이었는데 술의 남용 이후 그의 살인행위는 더 폭력적이 되었다.

## 심리적 정서
심리학적으로 공격성은 크리스토퍼 퍼거슨(Christopher Ferguson)과 케빈 M 비버(Kevin Beaver)가 언급한 바와 같이 공격 행동이 다른 우위에 있는 동물에 대한 자신의 사회적 지위가 상대적으로 낮다는 인식을 전제로 한다는 점에서 볼 때, 이러한 정서적으로 공격적인 태도로 변화되는 과정의 진행적인 원인에서 보상 심리의 부적 강화로 다루기 보다는 역할 수행 능력 개발의 제안이 더 효과적일 수 있다.

## 표현
많은 심리학 연구 결과에서 불안이나 스트레스 등의 직간접적인 완화효과로 상호이해(또는 긍정적 납득)의 영역을 확보하려는 시도를 전제로 하는 진술적인 언어적 표현(글쓰기 포함)을 권고하고 있다.

## 같이 보기
- 불안감
- 이타성
- 도덕
- 반사회적 행동